# IRTイースタン・パークウェイ線
IRTイースタン・パークウェイ線 (IRTイースタン・パークウェイせん、IRT Eastern Parkway Line) は、ニューヨーク市地下鉄のAディビジョンの路線の1つで、ダウンタウン・ブルックリンから始まりフラットブッシュ・アベニューに沿って南へ、そしてイースタン・パークウェイに沿って東へクラウンハイツへと至っている。クラウン・ハイツ-ユーティカ・アベニュー駅を過ぎると、路線は高架構造へと上っていき、IRTニューロッツ線となってイーストニューヨークのニューロッツ・アベニュー駅で終点となる。イースタン・パークウェイ線の西側の端は、イースト川の下をくぐるジョレールモン・ストリート・トンネルの中にある。
イースタン・パークウェイ線のフランクリン・アベニュー駅の南側で、IRTノストランド・アベニュー線が緩行線の線路から分岐している。

## 歴史
イースタン・パークウェイ線のアトランティック・アベニュー駅までの区間は、インターボロー・ラピッド・トランジットが最初に建設した「第1契約」の地下鉄の延伸区間を建設する計画である、「第2契約」の一環として建設された。第2契約では、マンハッタンにある当初路線のシティ・ホール駅から、ブルックリンにあるアトランティック・アベニュー駅までを延伸することになり、契約は1902年9月11日に結ばれた。第2契約の建設は1903年3月4日に着工された。イースト川をくぐるために、トンネルを建設する必要があった。このトンネル、ジョレールモン・ストリート・トンネルは、ニューヨークの地下鉄網で最初の水底トンネルで、マンハッタンとブルックリンを結び、1908年1月9日に開通して、地下鉄がボウリング・グリーン駅からボロー・ホール駅まで延長された。トンネルの建設中、クリフォード・ホランドが技術者助手として働いていた。このトンネルは、2006年2月9日にアメリカ合衆国国家歴史登録財に指定された。
1908年5月1日に、路線がボロー・ホール駅からロングアイランド鉄道のフラットブッシュ・アベニュー駅近くにあるアトランティック・アベニュー駅まで延伸され、第2契約の建設工事が完成した。IRTの路線がブルックリンまで開通したことで、BRTの高架鉄道路線およびブルックリン橋を通る路面電車の路線から利用客が新しい地下鉄に移り、BRTの利用客が減少した。ブルックリンへの延長工事に際しては、ボロー・ホール駅とアトランティック・アベニュー駅の間を複々線で建設したり、フルトン・ストリートとフラットブッシュ・アベニュー、フラットブッシュ・アベニューとラファイエット・アベニュー、アトランティック・アベニューと4番街において鏡板を準備したり、将来のブルックリンにおける地下鉄延長に向けた準備工事が行われた。
ジョレールモン・ストリート・トンネルが過密になってきたことから、ブルックリンとマンハッタンのウェストサイドを直接結ぶルートとなる、クラーク・ストリートの下を通る2番目のトンネル（現在のクラーク・ストリート・トンネル）を建設することをホランドは決めた。クラーク・ストリート・トンネルの建設工事は、圧気工法を併用したシールド工法を用いて1914年10月12日に開始された。北側のトンネルは、1916年11月28日に貫通した。このトンネルは全長5,900フィート（1770メートル）、水底下の長さは約3,100フィート（約930メートル）で、最終的に1919年4月15日に営業運行を開始した。このトンネルの開通で、マンハッタンのイーストサイドからもウェストサイドからも、IRTを利用してブルックリンへ行けるようになった。
アトランティック・アベニュー駅から東へは、デュアル・コントラクト（二重契約）の一環として路線が延長された。IRTイースタン・パークウェイ線は、アトランティック・アベニュー駅より東、ユーティカ・アベニューまで行ってそこからノストランド・アベニューの地下線でフラットブッシュ・アベニューまで、1915年から1918年にかけて建設された。1920年8月23日にイースタン・パークウェイ線がアトランティック・アベニュー駅からユーティカ・アベニュー駅まで開通した。この区間は、IRTブロードウェイ-7番街線からの列車が運行した。建設業者が各駅停車用の駅の建設を予定通りに完成させられなかったため、列車はアトランティック・アベニュー駅からフランクリン・アベニュー駅までの間は急行線経由で運転された。路線開業時には準備が間に合わなかった、バーゲン・ストリート駅、グランド・アーミー・プラザ駅、イースタン・パークウェイ-ブルックリン美術館駅の3駅は、1920年10月10日に開業した。
1948年2月2日には、ホイト・ストリート駅のプラットホーム延長が完成し、従来の5両編成の列車のみから、10両編成の急行用編成も停車できるようになった。
1961年8月には、IRT網の運行の遅延や混雑の原因となっていた、ネヴィンズ・ストリート駅とアトランティック・アベニュー駅の間の問題個所を、250万ドルかけて解消するプロジェクトを、ニューヨークシティ・トランジット・オーソリティの議長チャールズ・パターソンが発表した。このプロジェクトでは、2年間かけてこの地域の線路配置を改良することになっていた。これらの2駅のプラットホームは、当時8両または9両編成のみに対応していたが、10両編成に対応するように延長されることになっていた。またこれらの2駅の間の線路は、一部の曲線を修正して直線化するが、すべての曲線の除去まではできないとされた。
1964年から1965年にかけての会計年度では、バーゲン・ストリート駅、イースタン・パークウェイ-ブルックリン美術館駅、ノストランド・アベニュー駅、キングストン・アベニュー駅について、51フィート（約15.3メートル）長のIRT車両10両編成に対応する525フィート（約157.5メートル）の長さに延長された。

## 運行系統と範囲
以下の系統がIRTイースタン・パークウェイ線の一部または全区間を走行する。
|                       | 時間帯     | 時間帯   | 時間帯   | 区間                                                                   |
| ラッシュ時 および日中 | 夜間・休日 | 深夜     |          | 区間                                                                   |
| --------------------- | ---------- | -------- | -------- | ---------------------------------------------------------------------- |
|                       | 各駅停車   | 各駅停車 | 各駅停車 | フランクリン・アベニュー駅以北                                         |
|                       | 各駅停車   | 各駅停車 | 運行なし | 全線                                                                   |
|                       | 急行       | 急行     | 各駅停車 | クラウン・ハイツ-ユーティカ・アベニュー駅以北（夜間以外） 全線（夜間） |
|                       | 急行       | 運行なし | 運行なし | フランクリン・アベニュー駅以北                                         |

### 経路解説
IRTイースタン・パークウェイ線は、IRTレキシントン・アベニュー線からジョレールモン・ストリート・トンネルを通ってブルックリンに入り、ボロー・ホール駅までトンネル名の由来となったジョレールモン・ストリートの下を通る。アダムズ・ストリートとボウルム・プラザの東で、IRTブロードウェイ-7番街線が合流し、フルトン・ストリートの下を走り、続いて南東に向きを変えてフラットブッシュ・アベニューへ入り、ここではBMTブライトン線も一部区間で並走する。フラットブッシュ・アベニューでの最初の駅はネヴィンズ・ストリート駅で、この駅には下層に使われていない線路とホームがある。そしてアトランティック・アベニュー駅までがこの路線の最初に開通した区間である。バーゲン・ストリート駅とグランド・アーミー・プラザ駅の間で、BMTブライトン線の両側に線路が分岐する。
グランド・アーミー・プラザ駅の東では、イースタン・パークウェイ線の名前の由来となったイースタン・パークウェイの下に入り、ブルックリン美術館近くのイースタン・パークウェイ-ブルックリン美術館駅が最初の駅である。その次はブルックリン植物園近くのフランクリン・アベニュー駅で、この駅には地上にあるBMTフランクリン・アベニュー線と、ノストランド分岐点のすぐ先で南側へ分岐していくIRTノストランド・アベニュー線も乗り入れている。残りの3か所の駅は、複線の線路の二層構造（下層に複線、上層に複線の複々線）になっており、各層にそれぞれプラットホームがある。その後、IRTイースタン・パークウェイ線は当初意図されていた終点よりも1ブロック東にあるラルフ・アベニューで終わっており、一方緩行線は南東に分岐してIRTニューロッツ線となり、バッファロー・アベニュー近くのリンカーン・テラス・パークで地上に顔を出す。

## 駅一覧
| 凡例                               | 凡例               |
| ---------------------------------- | ------------------ |
| Stops all times                    | 終日停車           |
| Stops all times except late nights | 深夜を除き終日停車 |
| Stops late nights only             | 深夜のみ停車       |
| Stops weekdays only                | 平日のみ停車       |
| Stops rush hours only              | ラッシュ時のみ停車 |
| 時間帯詳細                         |                    |

| 所在地 （おおよその位置）                                                                 | バリアフリー・アクセス                                                                    | 駅                                                                                        | プラットホーム                                                                            | 停車列車                                                                                  | 開業日 | 備考                                                                                      |                                                                                           |
| IRTレキシントン・アベニュー線の急行線からジョレールモン・ストリート・トンネル経由（4 5 ） | IRTレキシントン・アベニュー線の急行線からジョレールモン・ストリート・トンネル経由（4 5 ） | IRTレキシントン・アベニュー線の急行線からジョレールモン・ストリート・トンネル経由（4 5 ） | IRTレキシントン・アベニュー線の急行線からジョレールモン・ストリート・トンネル経由（4 5 ） | IRTレキシントン・アベニュー線の急行線からジョレールモン・ストリート・トンネル経由（4 5 ） | IRTレキシントン・アベニュー線の急行線からジョレールモン・ストリート・トンネル経由（4 5 ）                                       | IRTレキシントン・アベニュー線の急行線からジョレールモン・ストリート・トンネル経由（4 5 ） | IRTレキシントン・アベニュー線の急行線からジョレールモン・ストリート・トンネル経由（4 5 ） |
| ----------------------------------------------------------------------------------------- | ----------------------------------------------------------------------------------------- | ----------------------------------------------------------------------------------------- | ----------------------------------------------------------------------------------------- | ----------------------------------------------------------------------------------------- | --- | ----------------------------------------------------------------------------------------- | ----------------------------------------------------------------------------------------- |
| ダウンタウン・ブルックリン                                                                |                                                                                           |                                                                                           |                                                                                           |                                                                                           | |                                                                                           |                                                                                           |
| ↑                                                                                         | ボロー・ホール駅                                                                          | 緩行/急行                                                                                 | 4 5                                                                                       | 1908年1月9日                                                                              | 2 3 （IRTブロードウェイ-7番街線） R （BMT4番街線コート・ストリート駅） 北行のみ障害者対応                                       |                                                                                           |                                                                                           |
| IRTブロードウェイ-7番街線のブルックリン支線が緩行線として合流（2 3 ）                     |                                                                                           |                                                                                           |                                                                                           |                                                                                           | |                                                                                           |                                                                                           |
|                                                                                           | ホイト・ストリート駅                                                                      | 緩行                                                                                      | 2 3                                                                                       | 1908年5月1日                                                                              | |                                                                                           |                                                                                           |
|                                                                                           | ネヴィンズ・ストリート駅                                                                  | 緩行/急行                                                                                 | 2 3 4 5                                                                                   | 1908年5月1日                                                                              | 4 5 （2 3 ） 2 3 （4 5 ） |                                                                                           |                                                                                           |
| バリアフリー・アクセス                                                                    | アトランティック・アベニュー-バークレイズ・センター駅                                     | 緩行/急行                                                                                 | 2 3 4 5                                                                                   | 1908年5月1日                                                                              | 4 5 （2 3 ） 2 3 （4 5 ） B Q （BMTブライトン線） D N R W （BMT4番街線） ロングアイランド鉄道アトランティック・ターミナル駅連絡 |                                                                                           |                                                                                           |
| プロスペクトハイツ                                                                        |                                                                                           | バーゲン・ストリート駅                                                                    | 各停                                                                                      | 2 3 4                                                                                     | 1920年10月10日 |                                                                                           |                                                                                           |
| プロスペクトハイツ                                                                        |                                                                                           | グランド・アーミー・プラザ駅                                                              | 各停                                                                                      | 2 3 4                                                                                     | 1920年10月10日 |                                                                                           |                                                                                           |
| プロスペクトハイツ                                                                        |                                                                                           | イースタン・パークウェイ-ブルックリン美術館駅                                             | 各停                                                                                      | 2 3 4                                                                                     | 1920年10月10日 |                                                                                           |                                                                                           |
| クラウンハイツ                                                                            |                                                                                           | フランクリン・アベニュー駅                                                                | 緩行/急行                                                                                 | 2 3 4 5                                                                                   | 1920年8月23日 | SF （BMTフランクリン・アベニュー線ボタニック・ガーデン駅）                                |                                                                                           |
| クラウンハイツ                                                                            | IRTノストランド・アベニュー線が緩行線の線路からノストランド分岐点で分岐（2 5 ）           |                                                                                           |                                                                                           |                                                                                           | |                                                                                           |                                                                                           |
| クラウンハイツ                                                                            |                                                                                           | ノストランド・アベニュー駅                                                                | 各停                                                                                      | 2 3 4 5                                                                                   | 1920年8月23日 | B44セレクトバスサービス                                                                   |                                                                                           |
| クラウンハイツ                                                                            |                                                                                           | キングストン・アベニュー駅                                                                | 各停                                                                                      | 2 3 4 5                                                                                   | 1920年8月23日 |                                                                                           |                                                                                           |
| クラウンハイツ                                                                            | バリアフリー・アクセス                                                                    | クラウン・ハイツ-ユーティカ・アベニュー駅                                                 | 緩行/急行                                                                                 | 2 3 4 5                                                                                   | 1920年8月23日 | B46セレクトバスサービス                                                                   |                                                                                           |
| 急行線終了                                                                                |                                                                                           |                                                                                           |                                                                                           |                                                                                           | |                                                                                           |                                                                                           |
| 緩行線はIRTニューロッツ線として継続（2 3 4 5 ）                                           |                                                                                           |                                                                                           |                                                                                           |                                                                                           | |                                                                                           |                                                                                           |

* ボロー・ホール駅は北行のみバリアフリーである。